# 요코타니 시게루
요코타니 시게루(일본어: 横谷 繁, 1987년 5월 3일 ~ )는 일본의 전 축구 선수이다.

## 구단 경력
그는 2006년부터 2022년까지 J리그의 감바 오사카, 에히메 FC, 교토 상가 FC, 오미야 아르디자, 방포레 고후에서 활동하였다.